# Frank Wörndl
Frank Wörndl, né le 28 juin 1959 à Sonthofen, est un ancien champion,  skieur alpin allemand, spécialiste du slalom. Il n'a fait que 2 résultats dans sa carrière, mais non des moindres puisqu'il a été champion du monde de slalom à Crans-Montana en 1987 et vice-champion olympique de slalom l'année suivante en 1988 à Calgary. Qui dit mieux ! Il a couru pendant 10 ans sans faire de podium et sa meilleure place au classement général de la coupe du monde a été 22e en 1988. Il expliquait qu'il n'avait aucune pression au départ des épreuves majeures qu'il considérait comme des courses ordinaires. Les résultats exceptionnels qu'il a obtenus lors des jeux et aux mondiaux prouvent bien que l'absence de stress lors de concours très importants et la clé de la réussite. Les entraîneurs devraient longuement méditer l'exemple de ce grand champion qui a su être présent lors des 2 seuls grands rendez-vous de sa carrière.

## Jeux olympiques d'hiver
| Épreuve / Édition | Lake Placid 1980 | Calgary 1988 |
| Slalom géant      | -                | 8e           |
| Slalom            | 10e              | Argent       |

## Championnats du monde
| Épreuve / Édition | Garmisch 1978 | Crans-Montana 1987 |
| Slalom géant      | -             | 7e                 |
| Slalom            | 12e           | Or                 |

## Coupe du monde
- Meilleur résultat au classement général : 22e en 1988

### Saison par saison
- Coupe du monde 1979 :
  - Classement général : 75e
- Coupe du monde 1980 :
  - Classement général : 41e
- Coupe du monde 1981 :
  - Classement général : 83e
- Coupe du monde 1983 :
  - Classement général : 45e
- Coupe du monde 1985 :
  - Classement général : 56e
- Coupe du monde 1986 :
  - Classement général : 78e
- Coupe du monde 1987 :
  - Classement général : 24e
- Coupe du monde 1988 :
  - Classement général : 22e
- Coupe du monde 1989 :
  - Classement général : 72e

## Arlberg-Kandahar
- Meilleur résultat : 9e place dans le slalom 1986 à Sankt Anton